# United Restitution Organization
Die United Restitution Organization (URO) ist eine internationale privatrechtliche Organisation, die Betroffenen Rechtshilfe und Unterstützung bietet bei der Antragstellung für die Rückerstattung ihres in der Zeit des Nationalsozialismus konfiszierten Eigentums und Kompensationsleistungen für erlittene Schäden.

## Geschichte
Da die Besatzungsmächte in Deutschland sich auf kein einheitliches Verfahren für die Wiedergutmachung einigen konnten, wurde 1947 in der Amerikanischen Zone das Militärregierungsgesetz Nr. 59 erlassen, das dann zwei Jahre später in der Britischen Zone, der Französischen Zone und den Westsektoren Berlins übernommen wurde. Mit dem Deutschlandvertrag 1952 erhielt die nun souveräne Bundesrepublik Deutschland die Verpflichtung, ein entsprechendes Bundesgesetz zu beschließen, was wegen der Widerstände der deutschen Zivilgesellschaft und ihrer Politiker gegen diese „lästige, von den Siegern verordnete Pflichtübung“ erst kurz vor Ende der Legislaturperiode 1953 gelang. Das Bundesentschädigungsgesetz musste schon in der nächsten Legislaturperiode nachgebessert werden.

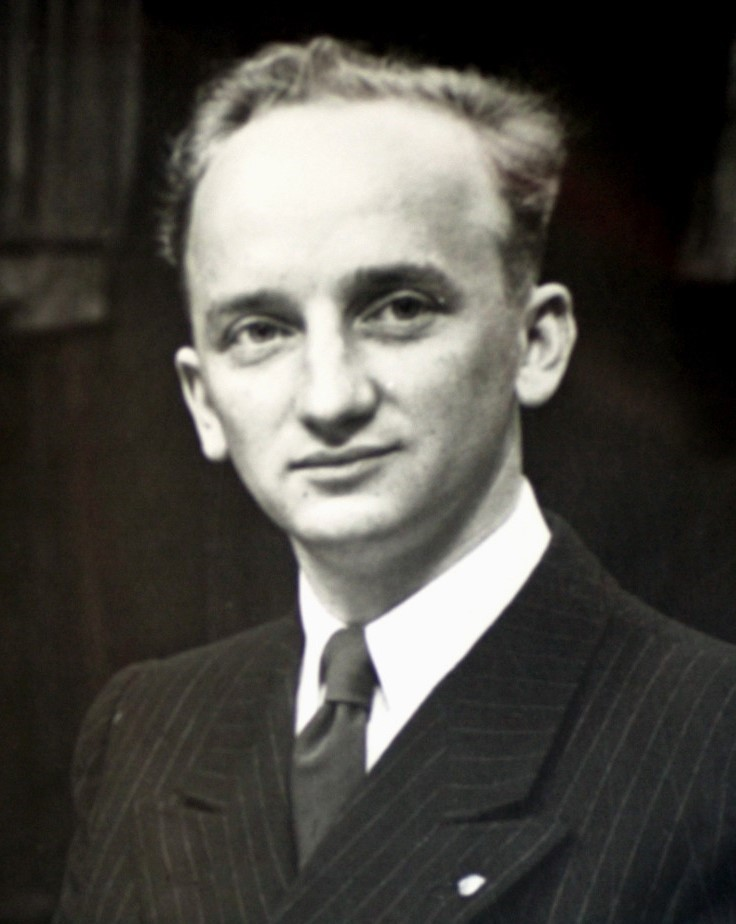
Benjamin Ferencz (1947)

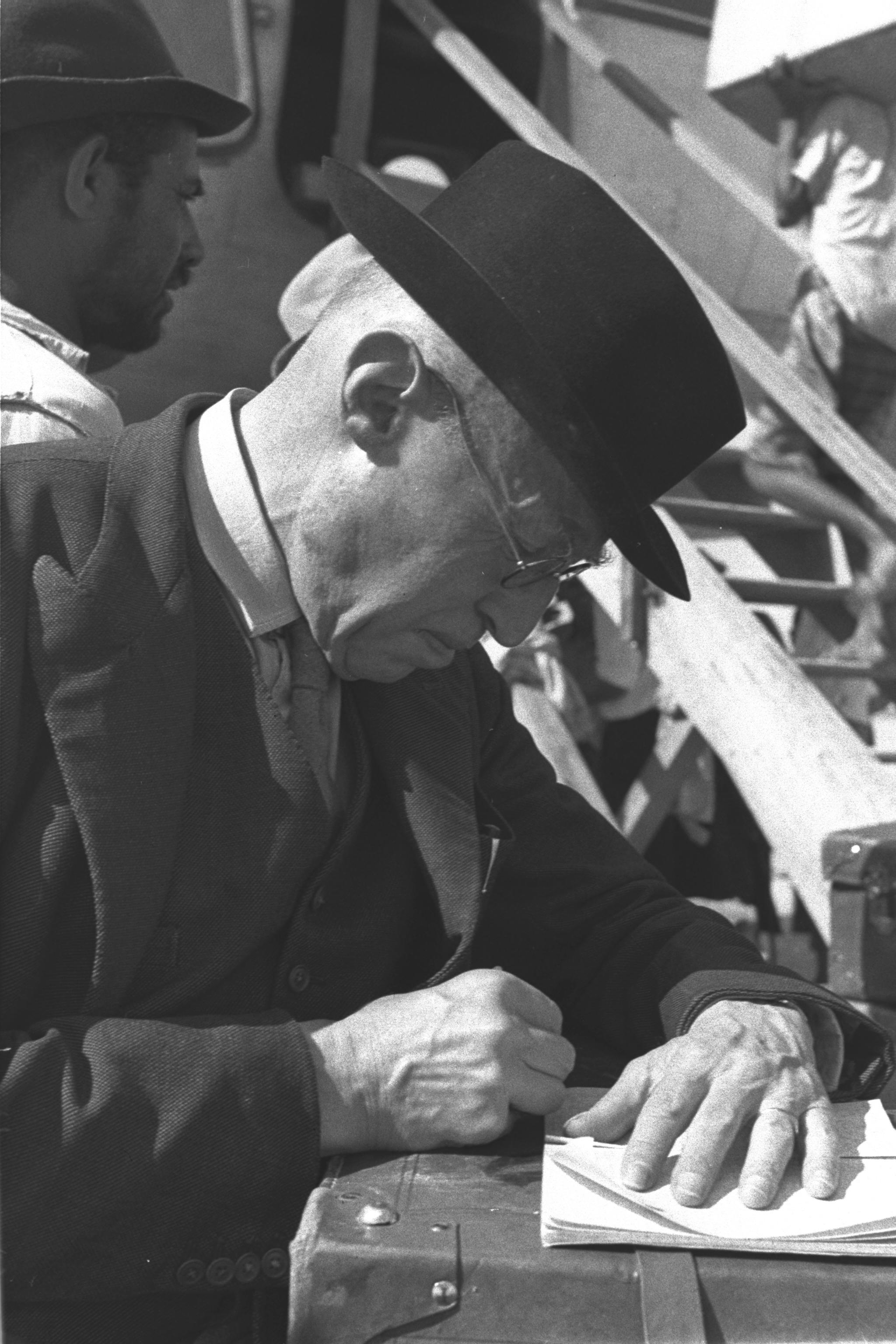
Norman Bentwich (1950)

Die URO wurde 1948 nach britischem Recht in London gegründet und hat dort ihren Hauptsitz. Initiator war der Council of Jews from Germany. Ihr Wirkungskreis war zunächst auf die britische Zone in Deutschland beschränkt. Sekretär in London war Kurt Alexander, der allerdings nach New York City ging und dort eine Zweigstelle aufbaute; ihm folgten bis 1964 Hans Reichmann sowie Fritz Goldschmidt. In Großbritannien konnte Leo Baeck, der das Vorhaben unterstützte, als Aufsichtsratsvorsitzenden für die URO den Kronanwalt Norman Bentwich gewinnen. Die URO richtete in den Ländern Büros ein, in die europäische Überlebende des Holocaust nach 1945 emigrierten, sowie auch in Deutschland und Österreich. Als Klientel sollten insbesondere die Menschen unterstützt werden, die nicht über die sprachlichen und finanziellen Möglichkeiten verfügten, eine Wiedergutmachungsforderung vor den deutschen Behörden und gegebenenfalls Gerichten einzureichen. Die URO wollte auch dafür sorgen und sicherstellen, dass nur solche Rechtsbeistände die Interessen der Opfer vertreten sollten, die nicht in der Zeit des Nationalsozialismus die Judenverfolgung aktiv oder billigend passiv unterstützt hatten, somit kam die Masse der deutschen Juristen für eine rechtliche Beratung der Opfer des Nationalsozialismus nicht in Frage. Die Organisation sollte sich mit Erfolgsprämien aus den Wiedergutmachungsfällen finanzieren und erhielt als Anlaufunterstützung Spenden von der Jewish Agency for Palestine, vom American Jewish Joint Distribution Committee und vom Central British Fund for relief and rehabilitation. Mit der Gründung der Jewish Claims Conference 1951 übernahm diese die Vorfinanzierung der URO, wofür die Bundesrepublik Deutschland Mittel bereitstellen musste. Das eigentliche Geschäft wurde aber aus Erfolgsprämien der Wiedergutmachungsfälle bestritten, wobei das Honorar der URO-Anwälte sechs bis zehn Prozent betrug. Es gab auch Sozialtarife für Israel-Emigranten und es gab auch Streitfälle, weil Mandanten sich von der URO übervorteilt sahen.
Da einzelne deutsche Gerichte aus formalen Gründen die Vertretungsbefugnis der URO-Rechtbeistände anzweifelten, musste der britische Hochkommissar 1951 eine Verordnung erlassen, wonach besondere Organisationen für die Vertretung und Rechtsberatung der am Rückerstattungsverfahren Beteiligten zugelassen werden konnten. Die URO war in der Folge die einzige Organisation, die diese Zulassung erhielt. In der Amerikanischen Zone wurde eine Rechtshilfeabteilung (Legal Aid Department) bei der Jewish Restitution Successor Organization unter der Leitung von Benjamin Ferencz eingerichtet. Als Ferencz 1957 in die USA zurückkehrte, übernahm Kurt May (1896–1992) das Frankfurter Büro. Beide Organisationen arbeiteten eng zusammen und verschmolzen 1955 ihre Aktivitäten im Frankfurter Central Office der URO. In der Bundesrepublik waren Zweigstellen in Berlin, München, Köln und Hannover eingerichtet. Die URO unterstützte ihre Klienten auch bei Forderungen gegen die Republik Österreich.
Die Zahl der vertretenen Mandanten und Ansprüche stieg gewaltig an, von 65.000 / 121.000 im Jahr 1955 auf 300.000 Mandanten (claimants) mit 450.000 Forderungen (claims) in den 1960er Jahren. Zu Zeiten ihrer stärksten Inanspruchnahme Anfang der 1960er Jahre hatte die URO 29 Büros in 15 Staaten, sie beschäftigte über eintausend Personen, darunter mehr als 200 Juristen. Das je zur Hälfte im Ausland und in Deutschland tätige Personal rekrutierte sich hauptsächlich aus ehemaligen Flüchtlingen aus dem nationalsozialistischen Deutschland.
Da die Antragsteller häufig in Beweisnot kamen und die deutschen Behörden und Gerichte nichts dafür taten, den Antragstellern zu helfen, richtete die URO eine historisch-dokumentarische Forschungsstelle ein. Diese klärte in Spezialuntersuchungen, inwieweit die Ghettoisierung in den europäischen Ländern durch die antisemitische Politik des Deutschen Reiches „veranlasst“ worden war. Eine solche deutsche „Veranlassung“ war nach § 43 des Bundesentschädigungsgesetzes Voraussetzung der Entschädigung. Die Gesetzesformulierung sorgte somit indirekt für eine historische Entlastung der mit den Nationalsozialisten kollaborierenden Regimes, wie der Vichy-Regierung im besetzten Frankreich oder das mit dem Deutschen Reich verbündete Rumänien. Bei den Untersuchungen der URO zur M-Aktion konnte sie die Akten der nach Deutschland verschleppten Möbel ausfindig machen. Gegen massive behördliche und gerichtliche Widerstände konnten die URO-Juristen die Entschädigung für die nichtdeutschen Juden durchsetzen, die im Shanghaier Ghetto inhaftiert waren. Auf URO-Klage hin schloss der Bundesgerichtshof erst 1962 die aus Westpolen nach Ostpolen geflohenen Juden in die Entschädigungsgesetzgebung ein. Die URO finanzierte die einzige Zeitschrift für dieses Fachgebiet, die Rechtsprechung zur Wiedergutmachung (RzW).
Nach der wohlwollend-kritischen Meinung von Walter Schwarz, eines ebenfalls in Wiedergutmachungsfragen, aber nicht in der URO tätigen Juristen, hat in der Großorganisation URO die Bürokratie bei ihrer täglichen Arbeit nicht überhandgenommen, derweil sie auf der politischen Ebene „der von ehemaligen Nationalsozialisten durchsetzten bundesrepublikanischen Bürokratie jede Gesetzesänderung zugunsten der Opfer mühsam abringen mußte“.

## Mitglieder des Vorstands
- Jakob Hirsch (seit 1995)

## Schriften (Auswahl)
- Federal indemnification law = (Bundesentschaedigungsgesetz - BEG) by Germany (West). 1956
- M-Aktion: Frankreich, Belgien, Holland und Luxemburg, 1940–1944. 1958
- Dokumente über Methoden der Judenverfolgung im Ausland. Vorgelegt von der United Restitution Organization. Frankfurt am Main 1959 DNB
- Judenverfolgung in Ungarn. Dokumentensammlung der United Restitution Organization. 1959
- Judenverfolgung in Rumänien und anderen südosteuropäaischen Ländern während des Zweiten Weltkrieges. 1959
- Dokumente: ueber die Verantwortlichkeit des Reiches für die Judenmassnahmen im besetzten und unbesetzten Frankreich, insbesondere auch in Algerien, Marokko, Tunis. 1959
- Judenverfolgung in Frankreich. 1959
- Judenverfolgung in Italien, den italienisch besetzen Gebieten und in Nordafrika: Dokumentensammlung. 1962
- Zum Begriff des Konzentrationslagers als Haftstätte im Sinne von Paragraph 31 Abs. 2, Paragraph 42 Abs. 2 BEG. 1967
- Case files of the United Restitution Organization - Los Angeles office case files by United Restitution Organization.
Consists of approximately 2,166 inactive case files of Jewish Holocaust survivors who claimed restitution for suffering and damage resulting from persecution by the Nazis during the period 1933 to 1945. The cases contain information on life in Nazi occupied areas, conditions in concentration camps, and experiences of displaced persons and survivors during and following the Holocaust. Among the documents are sworn affidavits of witnesses, testimonies of the survivors (claimants), and indemnity claims against the German government.